# 185633 Rainbach
185633 Rainbach è un asteroide della fascia principale. Scoperto nel 2008, presenta un'orbita caratterizzata da un semiasse maggiore pari a 2,3986480 UA e da un'eccentricità di 0,0438781, inclinata di 9,61377° rispetto all'eclittica.